# Nabil Akaazoun
Nabil Akaazoun surnommé Killuur, né le 17 juillet 1991 à Amsterdam, est un freestyleur et joueur international marocain de futsal. Il possède également la nationalité néerlandaise.

## Biographie
Nabil Akaazoun naît en 1991 à Amsterdam aux Pays-Bas. Il grandit dans une famille d'origine marocaine. Inspiré de football dès l'âge de quatre ans, il commence le football dans l'équipe B du NAC Breda avant de s tourner vers le futsal grâce à son style de jeu doté d'une excellente qualité technique.
En 2018, il reçoit sa première sélection avec l'équipe du Maroc. Le 15 mai 2019, il dispute un match amical contre la Belgique (victoire, 3-1).
En 2020, il quitte de lui-même le FC Marlène à cause de problèmes avec le club. Il signe par après un contrat de trois ans à l'ASV LEBO.

## Distinctions personnelles
- 2014 : Every Shut United
- 2015 : Ness Tournament Dubaï